# Anastasiya Katsiashova
Anastasiya Katsiashova –en bielorruso, Анастасія Кацяшова– (13 de febrero de 1987) es una deportista bielorrusa que compitió en remo como timonel. Ganó una medalla de bronce en el Campeonato Europeo de Remo de 2008, en la prueba de ocho con timonel.

## Palmarés internacional
| Campeonato Europeo | Campeonato Europeo | Campeonato Europeo | Campeonato Europeo |
| Año                | Lugar              | Medalla            | Prueba             |
| ------------------ | ------------------ | ------------------ | ------------------ |
| 2008               | Maratón (Grecia)   | Medalla de bronce  | Ocho con timonel   |